# Mike Fentross
Michael „Mike“ Fentross (* 1962) ist ein niederländischer Lauten- und Theorbenspieler und Dirigent; er hat sich zunächst vor allem als Spezialist für Alte Musik einen Namen gemacht.

## Wirken
Fentross schloss 1988 sein Lauten-Studium am Koninklijk Conservatorium Den Haag ab. Als Kammermusiker arbeitete er mit Yo-Yo Ma, Janine Jansen und Philippe Jaroussky. Er ist mit führenden europäischen Barockensembles und Solisten aufgetreten. Als Continuospieler ist er an den Aufnahmen aller Bach-Kantaten mit dem Amsterdam Baroque Orchestra unter der Leitung von Ton Koopman beteiligt. 1999 erschien sein erstes Solo-Album Chitarrone Virtuosi.
Als Dirigent debütierte Fentross 1999 mit Marco da Gaglianos Oper La Dafne in einer Produktion der New Opera Academy. 2004 wechselte er erstmals in die Neue Musik und dirigierte Pierrot Lunaire von Arnold Schoenberg. Beim Holland Festival in Utrecht leitete er die Aufführung von Francesco Cavallis Oper L’Ipermestra. 2009 gab er sein Debüt als Dirigent am Concertgebouw in Amsterdam und war musikalischer Leiter von Granida nach Pieter Corneliszoon Hooft. Weiterhin dirigierte er Monteverdis Marienvesper im Concertgebouw in einer Produktion mit dem Nederlands Kamerkoor und arbeitete international als Dirigent, etwa 2017 in einem Purcell-Programm in der Philharmonie Essen.
Fentross leitet seit 1991 das von ihm gemeinsam mit der Gambenspielerin Paulina van Laarhoven und der Sängerin Xenia Meijer gegründete Ensemble La Sfera Armoniosa, mit dem er auch aufnahm. Mit dem Improvisationsmusiker Maarten Ornstein bildete er 2013 ein Duo; zunächst entstand für das Label Zefir das Album Oblivion Soave (2015) mit Musik für Bassklarinette und Vihuela. 2020 veröffentlichte er bei Zefir das Album Semper Dowland mit Musik von John Dowland. Mit Ornstein und der Sängerin Kadri Tegelmann legte er beim selben Label das Album Laula! vor. Fentross ist auch auf Aufnahmen mit dem Capriccio Stravagante, Capriola Di Gioia, De Nederlandse Bachvereniging, Ensemble Dopo Emilio, Ensemble Explorations, Les Arts Florissants, Musica Amphion und dem New London Consort zu hören.
Fentross lehrt heute als Professor am Konservatorium in Den Haag.

## Preise und Auszeichnungen
Fentross gewann 1994 den van Wassenaer-Wettbewerb. 2018 wurde er mit dem Victoriefonds Cultuurprijs Podiumkunsten ausgezeichnet. Mit Maarten Ornstein erhielt er 2022 den Willem Breuker Prijs, weil sie im Duo auf subtile Weise alte und neue Musikkulturen aus verschiedenen Teilen der Welt mischen.